# A través del espejo (película)
A través del espejo o Tras el espejo (The Dark Mirror) forma parte de una serie de películas policíacas que el director alemán Robert Siodmak firmó para la Universal en los años 40. Esta película tiene una fuerte influencia expresionista, y está centrada en una intriga que se basa en dos gemelas, papeles encarnados por Olivia de Havilland.

## Argumento
El teniente de policía Stevenson ha llegado a la conclusión de que una de las gemelas Collins (Ruth o Terry) ha asesinado a un médico. Sin embargo, no puede acusar a las dos, y ambas se niegan a declarar, por lo que se ve obligado a acudir a un psicoanalista que le ayude a distinguir quién es quién en la historia.

## Reparto
| Actor               | Personaje                    |
| ------------------- | ---------------------------- |
| Olivia de Havilland | Gemelas Terry y Ruth Collins |
| Lew Ayres           | Dr. Scott Elliott            |
| Thomas Mitchell     | Tte. Stevenson               |
| Richard Long        | Rusty                        |
| Charles Evans       | Fiscal del Distrito Girard   |
| Garry Owen          | Franklin (como Gary Owen)    |
| Lela Bliss          | Sra. Didriksen               |
| Lester Allen        | George Benson                |